# Museu da Imagem e do Som (Campo Grande)
O Museu da Imagem e do Som, ou MIS, é um museu brasileiro localizado na cidade de Campo Grande, no Mato Grosso do Sul. É responsável pela guarda, catalogação, manutenção, intercâmbio e recuperação das produções audiovisuais do MT e MS.
O museu possui um acervo de mais de 50 mil peças, entre discos de 78 e 33 rotações, CDs, fitas de vídeo VHS, fotografias, máquinas fotográficas, negativos, diversos filmes de 16 e 35 mm, livros, catálogos, cartazes, revistas e objetos como vitrolas, rádios e projetores de filme.
No espaço há também exibição de filmes e, para assistí-los, é necessário que a pessoa faça um agendamento. Possui também diversas coleções de fotografias, como as da atriz campo-grandense Glauce Rocha, da história de Campo Grande e da criação do estado de MS, ente outros. Em 1999, foi recebida a coleção de fotografias e negativos do fotógrafo Rachid Salomão, com imagens de cidades de Mato Grosso e Mato Grosso do Sul, e seus habitantes.
O MIS fica no 3º andar do Memorial da Cultura e da Cidadania, na avenida Fernando Correa da Costa, 559.